# Муццана-дель-Турньяно
Муццана-дель-Турньяно (итал. Muzzana del Turgnano, фриул. Muçane) —  коммуна в Италии, располагается в области Фриули-Венеция-Джулия, в провинции Удине.
Население коммуны составляет 2696 человек (2008 г.), плотность населения ─ 111 чел./км². Занимает площадь 24 км². Почтовый индекс — 33055. Телефонный код — 0431.
Покровителем коммуны почитается святой Виталий Миланский. Праздник ежегодно празднуется 28 апреля.

## Демография
Динамика населения:

## Администрация коммуны
- Официальный сайт: http://www.comune.muzzanadelturgnano.ud.it/